# D. K. Jayaraman
D. K. Jayaraman (Kanchipuram, 22 de julio de 1928 - Tamil Nadu, 18 de enero de 1991) fue un cantante de música carnática. Hermano de D. K. Pattammal.
Después de estudiar música con su hermana, perfeccionó sus habilidades musicales bajo la enseñanza de varios conocidos maestros del área, incluyendo Muthiah Bhagavathar y Papanasam Sivan. Como su hermana, Jayaraman fue conocido por sus interpretaciones conmovedoras de los krithi, especialmente de las composiciones de Muthuswami Dikshitars. Jayaraman también cantó canciones en tamil tales como las de Papanasam Sivan. 